# Rojasianthe superba
Rojasianthe superba es un arbusto perteneciente a la familia de las Asteraceae. Es la única especie tanto del género Rojasianthe como de la subtribu Rojasianthinae.

## Etimología
El nombre científico de esta especie, junto con su género, fue propuesto por los botánicos estadounidenses Paul Carpenter Standley (1884-1963) y Julian Alfred Steyermark (1909-1988) en la publicación "Publicaciones del Field Museum of Natural History. Serie botánica. Chicago, IL. " en 1940. El nombre de la subtribu fue propuesto por el botánico José L. Panero (1959-) en la publicación de 2002 " Proceedings of the Biological Society of Washington - 115 (4): 920" .

## Descripción
Rojasianthe superba es un arbusto, comúnmente de 3 a 6 m de altura y un tronco sufrutescente, a veces de hasta 10 cm de diámetro. Los pecíolos miden 2–10 cm de largo y las láminas de las hojas miden 10–22 cm de largo y 8–22 cm de ancho, de contorno ovado a triangular-ovado, apicalmente acuminado a largo acuminado, basalmente con un apéndice auricular en la unión con el pecíolo. superficies minuciosamente escabrulosas adaxialmente y abaxialmente.
Las inflorescencias son de 3 a 6 cabezas en cada rama con filarios de tres series, obtusos, de 1.5 a 2 cm de largo, disco de 2.5 a 3.5 cm de ancho. Las flores de los radios tienen 12-15, con lígulas elípticas acuminadas, blancas o blanco violáceo y papus radiales de 1.5-2 mm de largo. Las flores del disco son blanquecinas, puberulentas y los aquenios miden aproximadamente 6 mm de largo, con papus de 2 a 3 mm de largo.

## Distribución
Esta especie está restringida a México y Guatemala, por lo que es considerada endémica para el área.

## Relación filogenética
R. superba estaba lejanamente relacionada con el género Montanoa a pesar de características compartidas como pálidos acrescentes, un número de cromosomas x = 19, lígulas blancas y hojas opuestas. Sin embargo, los estudios moleculares indican que el género Rojasianthe es hermano de Montanoa (Montanoinae) y de miembros de la subtribu Ecliptinae.